# Киномания (фестивал)
Вижте пояснителната страница за други значения на Киномания.
„Киномания“ е български фестивал за филмово изкуство, който стартира през 1987 г. като Световна филмова панорама.
Провежда се през ноември всяка година от 1987 г. в София, а от 2006 г. – и в Пловдив. Киносалоните, в които се прожектират заглавията през последните няколко издания на фестивала, са: Национален дворец на културата – зала 1 и зала 11 (кино Люмиер); Дом на киното; Одеон; Център и Лъки Синема – Пловдив.
От самото начало, този филмов форум се превръща в истинска мода сред българските зрители. Най-атрактивните и значими филми в световен мащаб, непоказани в българските кина, са включени в програмата. Фестивалът е насочен към филми, създадени извън Холивуд. Повечето заглавия са европейски, силно застъпено е френското и британското кино. Присъстват и заглавия от азиатското, независимото американско и руското кино, както и български филми.
От 1993 г. панорамата има ново име – Киномания. Причина за това са демократичните промени в България. В тези години системата на дистрибуция на филми търпи коренна промяна: появяват се частни дружества и български представители на големите компании от Холивуд, както и независими дистрибутори на филми. Редовният филмов афиш става по-богат и разнообразен.
Днес Киномания представя забележително художествено кино, по някаква причина останало извън интересите на българските разпространители на филми. Част от програмата включва най-интересните събития на независимото американско кино. Преобладават значими филмови заглавия от националните кина, по-малко популярни в България: някои европейски и азиатски продукции, както и филмови събития от съседните балкански държави: Сърбия, Македония, Турция, и др. Киномания представя и ретроспекции (Милош Форман, Мирослав Ондричек, Кшищоф Кешловски, Жак Деми и други), художествени портрети на световноизвестни имена от настоящето и миналото (Свен Нюквист, Робърт Олтман, Карлос Саура, Братя Мормареви). Програмата на форума включва паралелни прояви, като премиери на книги от имена на световното кино, кръгли маси, лекции и семинари.
Акцентът на Киномания е върху подбора и географията на фестивалните филми. Идеята е в тези десет дни на българските зрители да се предложат най-качествените филми, създадени през последните 2 – 3 години, които се превръщат в реални събития по време на европейските и световните филмови фестивали. През годините Киномания изгражда специална аудитория, която с нетърпение чака събитието.
По покана на организаторите на Киномания през 2007 г. България посещават режисьорите Дейвид Линч и Патрис Льоконт, а през 2006 – Есма Реджепова (за премиерата на филма „Когато пътят засвири: приказки за цигански керван“).
През 2011 година Киномания стартира под мотото „Презареждане“ илюстрирайки въплътената в него нова енергия. За първи път в историята си „Киномания“ ще гостува и на Варна във Фестивалния и конгресен център.